# 望月京
望月 京（もちづき みさと、1969年1月31日 - ）は、日本の女性作曲家（現代音楽）。明治学院大学教授（2014年 - ）。

## 略歴
東京都生まれ。青山学院初等部、中等部、東京藝術大学音楽学部附属音楽高等学校を経て、東京藝術大学卒業、同大学院修了。フランス政府給費留学生として渡仏し、パリ国立高等音楽院作曲科第3課程(博士課程）を修了。（幼児期、青山学院時代の思い出は外部リンク「ヤマハ音楽振興会 インタビュー」、「青山学院校友会」に詳しい）。 IRCAM（フランス国立音響音楽研究所）研究員となる。作曲を北村昭、尾高惇忠、間宮芳生、ポール・メファノ、エマヌエル・ヌネス、ブライアン・ファーニホウ、トリスタン・ミュライユに師事。
秋吉台国際20世紀音楽セミナー&フェスティバル、南西ドイツ放送局、ベルリン・ビエンナーレ、西ドイツ放送局、ロワイヨモン財団（フランス）、読売日本交響楽団、サントリー音楽財団、ケルン放送局、ミュージック・フロム・ジャパン（ニューヨーク）など世界各国の音楽祭やオーケストラ、財団等から作品を委嘱されるほか、その模様は放送等でも度々取り上げられている。作品数は多くないが、一作一作が丁寧に作られているため再演率が高い。
作品は全てブライトコプフ・ウント・ヘルテル社から出版。2008年1月より、読売新聞にて「音楽季評」を連載。2008年5月31日、住友生命いずみホールにて「TRANSMUSIC 対話する作曲家 望月京～照明家 岩村原太を迎えて」を開催した（外部リンク参照）。
2009年1月24日よりスイスのルツェルン歌劇場において、オペラ・ブッファ（喜劇オペラ）「パン屋大襲撃」を初演。
2010年、サントリー音楽財団創設40周年記念公演として、「パン屋大襲撃」がサントリーホールブルーローズ、住友生命いずみホール（大阪）にて上演された。

## 作風
作風が開花したのは20代後半とやや遅く、フランス留学後になる。ブライアン・ファーニホウやエマヌエル・ヌネスらの音素材を微細に描くスタイルに魅了され、1995年に「5人の奏者のためのパサージュ・アン・ファイユ」を作曲。日本音楽コンクール第一位を受賞したこの作品は「あまりにも高度の技術力で、他のファイナリストをまったく寄せ付けない」と評された。スコアの一部はExMusicaで閲覧することが出来る。
その後発表された「オーケストラのためのカメラ・ルシダ」はクラウス・フーバーはじめ多くの作曲家からも支持を得て、国際的なデビューを飾った。
この時期には「ピアノとヴァイオリンとオーケストラのためのホメオ・ボックス」、「オーケストラのためのメテオリット」、「オーケストラのためのオメガ・プロジェクト」などの大編成の作品で個性を発揮することが多くなった。デビュー当初から室内楽作品には微分音を含んだ特殊な音列を使用していたが、オーケストラ作品では倍音列をゆがめた音高に装飾が絡む形式を採用している。
近年は琴独奏の「インテルメッツィII」のように邦楽器の使用にも乗り出した。
2008年7月にはダルムシュタット夏季現代音楽講習会にて、多くの若手作曲家への指導、シンポジウムへの参加、そして自作を語るレクチャーの全てをこなした。初めてのオペラ「パン屋大襲撃」も、複雑性には特に拘泥せず、合唱のハーモニーも自然に歌われていることがライブ評に記されていた。

## 主な受賞歴
- 1995年第64回日本音楽コンクール作曲部門（室内楽）第1位及び安田賞
- 1998年シュティペンディエン賞（ダルムシュタット）
- 1999年ユネスコ国際作曲家会議一般部門推薦曲及び30歳以下部門推薦曲 (パリ）
- 2000年第10回芥川作曲賞
- 2002年第14回アルス・ムジカ音楽祭聴衆賞（ブリュッセル）
- 2003年第53回芸術選奨新人賞、第13回出光音楽賞
- 2005年第53回尾高賞
- 2008年ユネスコ国際作曲家会議一般部門グランプリ（パリ）

## 主要作品

### オーケストラ
- カメラ・ルシダ（1999年）　南西ドイツ放送局委嘱、第10回芥川作曲賞
- ホメオボックス（2001年）　第18回ベルリン・ビエンナーレ委嘱
- ヌース（2001年）　ケルン放送局委嘱
- メテオリット（2002年）　読売日本交響楽団委嘱
- オメガ・プロジェクト（2002年）　サントリー音楽財団委嘱
- クラウド・ナイン（2004年）　NHK交響楽団委嘱、第53回尾高賞
- 今、ここ（2004年）　ニース・マンカ音楽祭委嘱

### アンサンブル
- シ・ブル、シ・カルム（1997年）　秋吉台国際20世紀音楽セミナー&フェスティバル委嘱
- 明るい部屋（1998年）　第17回ベルリン・ビエンナーレ委嘱、1999年ユネスコ国際作曲家会議優秀作品賞
- キメーラ（2000年）　ケルン放送局委嘱、2002年アルス・ムジカ音楽祭聴衆賞（ブリュッセル）
- ワイズ・ウォーター〈賢い水〉（2002年）　ケルン放送局委嘱
- 4D（2003年）　フランス文化省委嘱
- W.レーマンとT.ヴィーシンガーによる映像のための「海」（2004年）　シュトゥットガルト・エクラ音楽祭委嘱
- エテリック・ブルー・プリント（2006年）　ベルリン・メルツ・ムジーク音楽祭委嘱

### 室内楽
- パサージュ・アン・ファイユ（1995年）　第64回日本音楽コンクール第1位
- 私を含む全ての存在（1996年）　ヤマハ音楽振興会委嘱
- インテルメッツィ1(1998) 　アンサンブル・アクティヴァ委嘱
- ヴォワラージュ（2000年）　フランス・ロワイヨモン財団およびヴァル＝ドワーズ県議会委嘱
- エクット〈聴け〉（2002年）　南西ドイツ放送局委嘱
- インテルメッツィ2（2002年）　クランクシュプーレン音楽祭委嘱
- ネクスト・ステップ（2003年）　ミュージック・フロム・ジャパン委嘱
- バッソ・ソロ（2004年）　アルス・ムジカ音楽祭委嘱
- ラグーン（2005年）　東京オペラシティ文化財団（レ・ヴァン・フランセのために）
- プレ・エコー（2006年）　ベルリン・コンツェルトハウス委嘱（ジャン・ギエン・ケラスのために）
- 赤い大地（2005年 - 2006年）　フランス文化省委嘱（ディオティマ弦楽四重奏団のために）
- パ・サージュ（2006年）　22世紀クラブ委嘱（堀米ゆず子のために）

### オペラ
- Die große Bäckereiattacke（パン屋大襲撃）

## ディスコグラフィー
- Misato Mochizuki: Si bleu, si calme （2003年8月11日）
- ヴァイオリン・ワークス 音楽の旅 - 叙情を求めて（2007年6月25日）